# La figlia dell'aggiustaossa
La figlia dell'aggiustaossa, pubblicato nel 2001 dall'editore Putnam Adult negli Stati Uniti, è il quarto romanzo della scrittrice cinese-statunitense Amy Tan. In Italia è stato pubblicato nel 2004 da Feltrinelli. Come la maggior parte delle opere di Amy Tan, il romanzo racconta la storia e il rapporto tra una donna americana di origini cinesi e la madre immigrata negli USA.
Il romanzo si dirama in due storie principali. La prima è quella di Ruth, donna cinese-americana che vive a San Francisco. Tra le sue preoccupazioni vi è quella dell'anziana madre Lu Ling, che sembra soffrire di demenza. La memoria di Lu Ling sembra fare cilecca sempre più spesso, mentre la donna si lascia andare in commenti bizzarri sulla propria famiglia ed il proprio passato.
La seconda storia è quella di Lu Ling stessa, scritta dalla donna in persona diversi anni prima in cinese per farla leggere alla figlia. Quando Ruth riesce a farsi tradurre la storia, conosce la verità a proposito della vita della madre quando era ancora in Cina.

## Trama
Ruth è una donna moderna ed autosufficiente, che vive a San Francisco e lavora come ghostwriter di manuali sull'autostima e l'iniziativa personale. Vive insieme ad Art Kamen, fidanzato storico, e le due figlie adolescenti di lui avute da un precedente matrimonio, Dory e Fia. Quando la madre di Ruth, Lu Ling, inizia a mostrare segni di demenza, la donna si trova in difficoltà ad unire la propria carriera, la vita privata non proprio soddisfacente e la malattia della madre. Da adulta, Ruth prova grandi difficoltà a comprendere i comportamenti che la madre aveva durante tutta la sua infanzia. Sebbene la ami, è risentita del fatto che la madre la criticava aspramente quando era più giovane e la costringeva a vivere con regole severissime. Lu Ling credeva che la giovane Ruth avesse il dono di comunicare con il mondo degli spiriti, e si aspettava spesso che la figlia le recasse messaggi dalla sua vecchia bambinaia morta da tempo, Preziosa Zietta.
L'autobiografia di Lu Ling occupa la sezione intermedia del romanzo. La storia inizia con la descrizione dell'infanzia della madre di Ruth in un piccolo villaggio della Cina continentale chiamato "Cuore Immortale". La famiglia Ling produce da generazioni bastoncini di inchiostro e mentre al villaggio le donne e i bambini della famiglia sono impegnati nella produzione, in città gli uomini dirigono il negozio. La famiglia è numerosa ma abbastanza agiata.  Lu Ling viene cresciuta con dedizione da una bambinaia muta e coperta di cicatrici di bruciature, che lei chiama Preziosa Zietta mentre il resto della famiglia le affibbia soprannomi dispregiativi. Viene rivelato solo in seguito che le lesioni di Preziosa Zietta sono autoinflitte, in quanto aveva ingoiato resina d'inchiostro bollente nel laboratorio di famiglia. Sebbene sia la primogenita, Lu Ling viene inspiegabilmente ignorata dalla madre, la quale preferisce la seconda sorella, Gao Ling, ed affidata completamente a Preziosa Zietta.
La storia di Lu Ling, poi, va ancora più indietro nel tempo, raccontando l'infanzia di Preziosa Zietta come figlia di un aggiustaossa locale (che aveva le stesse funzioni di un attuale chiropratico, osteopatico o fisioterapista). Da adolescente Preziosa Zietta era una ragazza bellissima e con un carattere forte, faceva da assistente al padre ed era abituata a dire la sua opinione, non aveva nemmeno i piedi fasciati(il padre le aveva risparmiato quell'inutile sofferenza); la sua famiglia conosce inoltre l'ubicazione di una grotta segreta dove sono nascosti diverse  "ossa di drago" la cui polvere è considerata taumaturgica. La sua vita però subisce profondi cambiamenti che la portano a diventare la bambinaia deturpata di Lu Ling.
Preziosa Zietta oltre ad insegnare tutto il possibile alla bambina, le svela l'ubicazione della grotta, dove le due si recano per trovare le ossa di drago per preparare medicine per la famiglia. Dopo la scoperta dell'Homo erectus pekinensis, avvenuta nella seconda metà degli anni '20, informazioni su dove potessero essere trovati ossa e fossili divennero estremamente preziose. Lu Ling parlando con un commerciante in affari con la sua famiglia, il signor Chang,si lascia sfuggire di conoscere una grotta dove si trovano ossa di drago. successivamente il sig. Chang propose alla famiglia di Lu Ling il matrimonio tra il proprio primogenito Fu Nan e la ragazza. Mentre la famiglia della ragazza non esita ad approvare il matrimonio, e anzi vuole che si celebri al più presto , Preziosa Zietta si oppone ad esso con tutte le sue forze, tuttavia, non essendo in grado di spiegare le sue ragioni a voce, lascia a Lu Ling una lunga lettera. La ragazza però è convinta che Preziosa Zietta sia gelosa di lei e non legge la lettera fino in fondo.il rimorso di questo gesto e dell'ultimo dialogo con Preziosa Zietta accompagnerà Lu Ling per tutta la vita
Solo dopo la morte di Preziosa Zietta, Lu Ling apprende che la bambinaia era la sua vera madre, mentre suo padre era Hu Sen, quartogenito della famiglia Ling, morto poco prima delle cerimonia di nozze con Preziosa Zietta, durante un'aggressione in cui era morto anche il padre della donna. Preziosa Zietta, anche se sconvolta dall'accaduto, identifica l'assassino nel sig Chang, l'uomo che lei aveva rifiutato di sposare, preferendo Hu Sen. Non viene creduta, e sempre sotto shock aveva provato ad uccidersi, senza riuscirvi. Dopo aver scoperto di essere incinta, la matriarca della famiglia Ling decise che Preziosa Zietta restasse con loro fingendo di essere una parente vittima di un incendio e che la nascitura sarebbe stata cresciuta come figlia legittima dal suo primogenito e dalla moglie.  Dopo la morte della bambinaia, è Gao Ling a sposare Fu Nan, mentre Lu Ling viene mandata in un orfanotrofio cristiano dove completa gli studi, cresce e diventa insegnante. È in questo periodo che incontra quello che diventerà il suo primo marito, Pan Kai Jing. Lu Ling vive nell'orfanotrofio, lavorando come insegnante, durante tutta la durata della seconda guerra mondiale, sebbene copra anche lunghe distanze per proteggere i propri studenti dai pericoli dovuti all'invasione giapponese. gli anni della guerra sono difficili per la donna che perde l'amato marito ma la fanno andare avanti l'affetto del suocero, delle colleghe dell'orfanotrofio e della 'sorella' Gao Ling con cui si è ricongiunta. Entrambe emigrano separatamente in America, e si ritrovano a sposare i due fratelli Edmund ed Edwin. Il secondo marito di Lu Ling e padre di Ruth purtroppo muore in un incidente stradale quando la bambina ha solo due anni.
Ruth fa fatica a crescere come figlia di una donna sola che crede in stregonerie e maledizioni, una donna segnata da tanti lutti e rimpianti di cui la figlia è all'oscuro. Tuttavia, man mano che viene a sapere le verità sul passato della madre, inizia a comprendere i suoi comportamenti eccentrici . Ruth cerca conferma di quanto appreso dalla zia Gao Ling a cui parla con schiettezza. la zia seppure turbata le conferma tutto e le rivela inoltre diversi altri particolari sulla madre ,colmando alcune lacune del racconto di Lu Ling. Quando la storia di Lu Ling viene svelata nella sua interezza, porta alla soluzione dei problemi di entrambe le donne.

## Opera
Nel 2008, il romanzo di Amy Tan fu adattato in un'opera dallo stesso titolo, messa in scena per la prima volta il 13 settembre 2008 dalla San Francisco Opera, nella War Memorial Opera House. L'opera è stata composta da Stewart Wallace ed il libretto firmato dalla stessa Amy Tan. L'opera apporta delle modifiche fondamentali rispetto al romanzo originale: in primo luogo, omette tutti i personaggi periferici e la sottotrama del periodo riguardante la vita di Lu Ling nell'orfanotrofio cristiano. L'antagonista principale diventa qui Chang il Produttore di Bare, che stupra Zia Preziosa dopo aver ucciso suo padre, l'aggiustaossa. Proprio Chang sarebbe il padre inconsapevole di Lu Ling. Musicalmente, i tradizionali ottoni e percussioni cinesi vengono uniti ad un'orchestra occidentale. Alla première, hanno suonato musicisti classici cinesi condotti da Wu Tong e Li Zhonghua. Di particolare rilevanza è il suǒnà, uno strumento tradizionale cinese simile ad un rauco corno ad ancia, che viene suonato spesso durante tutta l'opera. Il personaggio di Zia Preziosa canta e recita nello stile chiamato kunju dell'Opera di Pechino, ed è stato realizzato alla première dall'interprete di kunju Qian Yi. Altri membri del cast della première includono il mezzosoprano Zheng Cao nel doppio ruolo di Ruth e della giovane Lu Ling, il mezzo-soprano Ning Liang nel ruolo di Lu Ling anziana, il basso Hao Jiang Tian nel ruolo di Chang, il cantante folk/pop e suonatore di suǒnà Wu Tong nel ruolo del monaco taoista, il baritono James Maddalena nel ruolo di Art Kamen, il mezzo-soprano Catherine Cook nel doppio ruolo della madre di Art (Arlene Kamen) e di Madame Wang nei flashback del villaggio del Cuore Immortale, il basso-baritono Valery Portnov nel ruolo del padre di Art (Marty Kamen) ed, infine, la quattordicenne Madelaine Matej e la diciassettenne Rose Frazier nei ruoli delle figlie adolescenti di Art, Dory e Fia. Le mogli di Chang sono state interpretate da Mary Finch, Natasha Ramirez Leland ed Erin Neff. La Dalian Acrobatic Troupe è stata impiegata per performance acrobatiche aeree e terrene. La première è stata diretta da Chen Shi-Zheng e condotta da Steven Sloane.